# In Due Time
In Due Time – debiutancka płyta zespołu Submersed wydana w 2004 r.

## Lista utworów
1. Hollow
2. At Peace
3. In Due Time
4. Dripping
5. Flicker
6. Parallelism
7. Deny Me
8. You Run
9. Divide The Hate
10. Piano Song
11. Unconcerned